# 8555 Mirimao
8555 Mirimao este un asteroid din centura principală de asteroizi.

## Descriere
8555 Mirimao este un asteroid din centura principală de asteroizi. A fost descoperit pe 3 iunie 1995 la observatorul astronomic Santa Lucia din Stroncone. Asteroidul prezintă o orbită caracterizată de o semiaxă mare de 2,36 ua, o excentricitate de 0,07 și o înclinație de 6,0° în raport cu ecliptica.